# Mutějovice
Mutějovice là một làng thuộc huyện Rakovník, vùng Středočeský, Cộng hòa Séc.